# وانغ دونغ (لاعب كرة قدم)
وانغ دونغ (بالصينية: 王栋) (11 يونيو 1985 بتيانجين في الصين - ) هو لاعب كرة قدم صيني في مركز الدفاع. لعب مع نادي بكين سينوبو غوان ونادي شنجن.

## وصلات خارجية
- وانغ دونغ (لاعب كرة قدم) على موقع قاعدة بيانات كرة القدم.إي يو (الإنجليزية)